# 金谷眞一
金谷 眞一（かなや しんいち、1879年12月8日 - 1967年2月16日）は、日本の実業家、日光金谷ホテル元代表取締役社長、帝国ホテル元取締役、富士屋ホテル元取締役、日光電気軌道元監査役。

## 人物

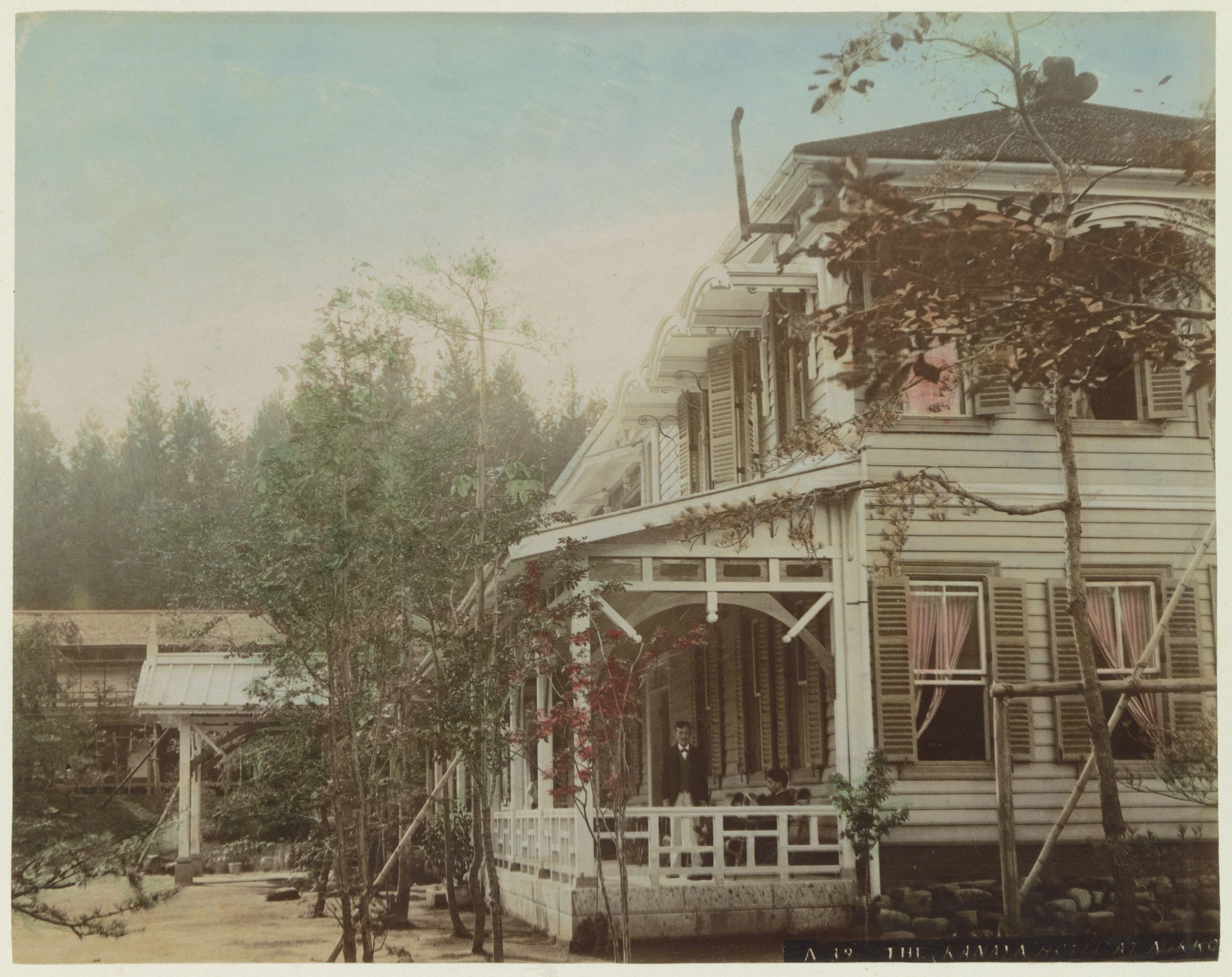
明治期の日光金谷ホテル

1879（明治12年）12月、栃木県・日光金谷ホテルの金谷善一郎の長男として生まれる。日光金谷ホテルは1873年（明治6年）に外国人向けの民宿として、ジェームズ・ヘボンの薦めで「金谷カッテージ・イン」として創業したクラシックホテルで、現存する日本最古のリゾートホテルとして知られている。
明治期に立教学校（立教大学の前身の一つ）の初代校長を務め、建築家としても活躍したジェームズ・ガーディナーは、民宿の経営者である金谷善一郎に、日光を訪れる外国人向けに本格的なホテルが必要となることを助言し、長男・眞一に自身が教える築地の立教学校で英会話を含む英学を学ぶことを薦めた。外国人向けのホテルでは英語の話せるガイドが必要とされていたのである。
1892年（明治25年）、眞一は築地の立教学校に入学。翌1893年（明治26年）、父・善一郎が「金谷ホテル」を開業。眞一は在学中、真面目に勉学に励んだと述懐しているが、1999年（平成11年）に立教大学で100年前に埋められたタイムカプセルが開封され、その中で見つかった眞一の成績表はほとんどが満点近い成績であった。また、開業した金谷ホテルが東照宮の装飾を手掛けた絵師や彫師の流れをくむ造形美を随所に取り入れたのは、ガーディナーの進言によるものと言われている。
その後、眞一は、金谷ホテルの経営が厳しくなる中、ホテルに戻って経営者として金谷ホテルを改革し、名門ホテルとしての礎を築いた。1917年（大正6年）に家督を相続。こうしてホテルが整備された日光は外国人向け観光地、避暑地として名を馳せることに繋がった。
眞一の3歳下の弟・正造も立教学校に進学し、のちに箱根の富士屋ホテルに婿入りし山口正造となり、富士屋ホテルの3代目社長となった。